# Sueli Menezes
Sueli Menezes (* 6. Februar 1968 in Parana do Paratari, Brasilien) ist eine brasilianische Schriftstellerin, Übersetzerin und Schmuckdesignerin. Menezes lebt in Österreich.

## Leben
Sueli Menezes wurde am 6. Februar 1968 in einem kleinen Dorf namens Parana do Paratari bei Manacaparu im Amazonasdschungel geboren. Sie ist großteils in Manaus aufgewachsen. In den 1980er-Jahren kam sie nach Wien, wo sie heiratete und ihr drittes Kind bekam. 2010 gründete sie den Verein Vitoria-Regia, der sich für Straßenkinder in Brasilien einsetzt. Der Verein bezweckt die Anschaffung von einer Berufsschule, Ausbildung für Handwerksberufe und psychologische Unterstützung für Eltern und Kinder.
2012 nahm Sueli Menezes an der siebten Staffel der österreichischen TV-Tanzshow Dancing Stars teil. Dort zeigte sie mit ihrem Tanzpartner Florian Gschaider einen Cha-Cha-Cha, einen Tango, einen Paso Doble und einen Wiener Walzer. Sie belegte den achten Platz.